# Katharina Curtius
Katharina Curtius, geborene Roeseler († 1629 in Bonn) war Opfer der Hexenverfolgung in Bonn.

## Leben
Katharina Curtius war die Tochter des ersten Bonner Apothekers Gierhardt Roeseler, Besitzer des Hauses „Zur Laurdannen“ am Bonner Markt 42, Ecke Bonngasse. 1615 heiratete sie Ferdinand Curtius, der ebenfalls Apotheker war. Nach dessen Tod wurde sie die Frau eines Verwandten des Ehemannes, Reiner Curtius.
1628 kaufte das Ehepaar das Haus „Zum Sternenberg“. Bereits ein Jahr danach wurde Katharina Curtius als Hexe angeklagt und von Franz Buirmann, dem kurkölnischen Hexenkommissar, verhört. Vor seinen Augen schrieb Katharina Curtius ihr Testament, in dem sie sich selbst „der Gotteslästerung und großer, grober Laster“ anklagte. Ihr Ehemann wurde infolge des Prozesses Alleinerbe des beträchtlichen Vermögens. Ihr Ehemann soll ein ausgesprochen gutes Verhältnis zu Franz Buirmann unterhalten und sich sehr großzügig in der Bemessung der Prozesskosten gezeigt haben.
1629 wurde Katharina Curtius in Bonn wegen angeblicher Hexerei hingerichtet.

## Belege
1. ↑  Josef Niesen: Bonner Personenlexikon. 3., verbesserte und erweiterte Auflage. Bouvier, Bonn 2011, ISBN 978-3-416-03352-7, S. 100.

| Personendaten    | Personendaten                        |
| ---------------- | ------------------------------------ |
| NAME             | Curtius, Katharina                   |
| KURZBESCHREIBUNG | deutsche Frau, als Hexe hingerichtet |
| GEBURTSDATUM     | 16. Jahrhundert oder 17. Jahrhundert |
| STERBEDATUM      | 1629                                 |
| STERBEORT        | Bonn                                 |